# Mátraszele
Mátraszele é um município da Hungria, situado no condado de Nógrád. Tem 16,97 km² de área e sua população em 2015 foi estimada em 920 habitantes.